# Megachile continua
Megachile continua är en biart som beskrevs av Mitchell 1930. Megachile continua ingår i släktet tapetserarbin, och familjen buksamlarbin. Inga underarter finns listade i Catalogue of Life.